# Синя лінія (Лісабонський метрополітен)
Синя лінія або Чайки (порт. Linha Azul ou da Gaivota) — є однією з чотирьох ліній Лісабонського метрополітену. Кількість станцій — 17, довжина лінії — 13 км, час проїзду — 22…25 хв. Є єдиною лінією метрополітену у місті Лісабоні, що повністю проходить під землею без будь-яких естакад. З'єднує Лісабон з іншим містом Амадорою.

## Історія будівництва[1]

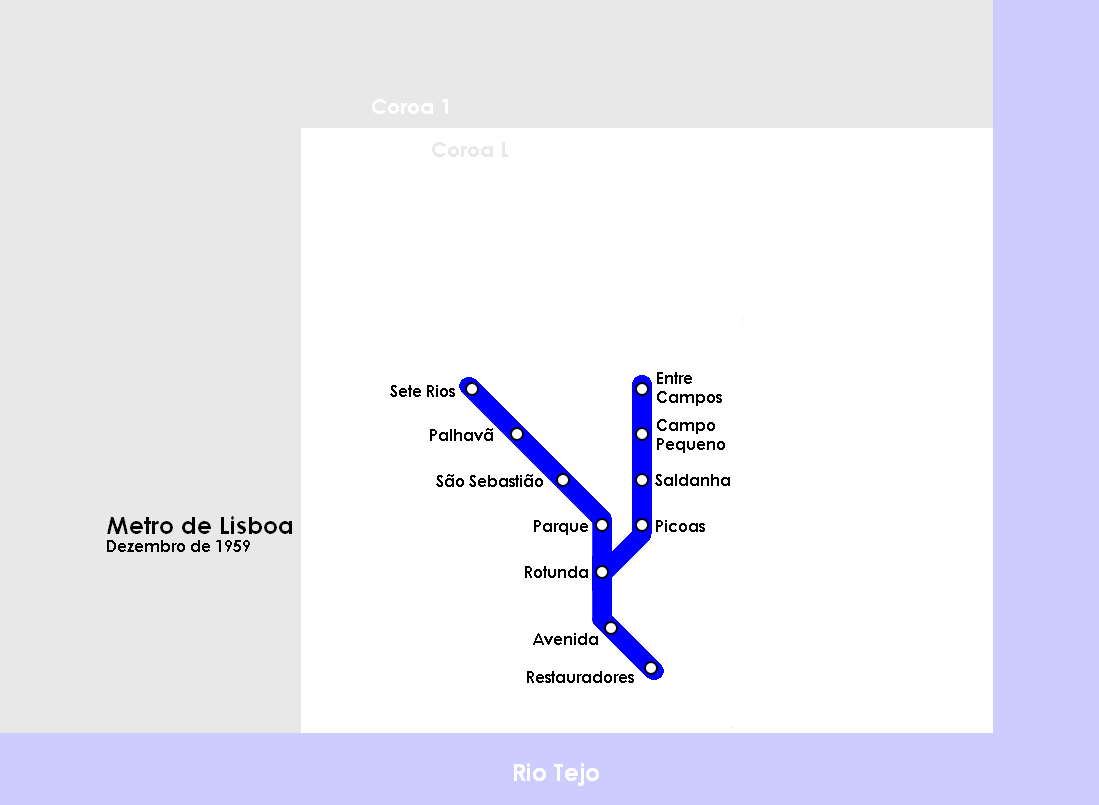
Діаграма у грудні 1959 року

Роботи з будівництва було розпочато 7 серпня 1955 року і вже через 4 роки, 29 грудня 1959 року було відкрито перший відрізок Лісабонського метрополітену. Єдина на той час лінія нагадувала латинську літеру «Y», яка з'єднувала станції «Рештаурадореш» (порт. Restauradores) та «Ротунда» (порт. Rotunda) (сьогодні остання має назву «Маркеш-де-Помбал»), де лінія розділялася на 2 гілки: перша — до станції «Ентре-Кампуш» (порт. Entre Campos), друга — до станції «Сете-Ріуш» (порт. Sete Rios) (сьогодні остання називається «Жардін-Зооложіку»).
В кінці 80-х років 20 століття на лінії з'являється новий відрізок: між станціями «Сете-Ріуш» і «Колежіу-Мілітар/Луж» (порт. Colégio Militar/Luz).
У 1995 році лінії було розділено: лінію «А» (сьогодні Синя) було відокремлено від лінія «B» (сьогодні Жовта).
У 1997 році відкривається новий відрізок між станціями «Колежіу-Мілітар/Луж» та «Понтінья» (порт. Pontinha), і вже наступного року — відрізок від станції «Рештаврадореш» до «Байша-Шіаду».
У травні 2004 Лісабонський метрополітен вдруге після Одівелаша виходить за географічні межі Лісабона: Синю лінію було подовжено у західному напрямку до станції «Амадора-Еште» (порт. Amadora Este). Таким чином, метро з'явилось і в Амадорі.
19 грудня 2007 року, через 11 років після початку будівництва, було нарешті відкрито відрізок між станціями «Байша-Шіаду» та «Санта-Аполонія» (порт. Santa Apolónia). Ця затримка (початковий проект передбачав відкриття відрізку ще до EXPO'98) головним чином пов'язана із рівнем ґрунтових вод нижньої частини міста. У 2000 році, коли закінчення об'єкта планувалось у трирічний термін, у тунелях почала з'являтись вода у загрозливій кількості, що і спричинило відставання від графіку. У свій час навіть було припинено автомобільний рух над тунелями в районі Комерційної площі. Довелось будувати новий тунель усередині початкового.
| рік  | Пускові об'єкти | Довжина |
| ---- | --- | ------- |
| 1959 | Дільниця «Рештаурадореш» — «Жардін-Зооложіку» (колишня «Сете-Ріуш»)                                                          | 4,1 км  |
| 1988 | Дільниця «Жардін-Зооложіку» — «Колежіу-Мілітар/Луж» (3 станції)                                                              | 2,6 км  |
| 1995 | Відокремлення від Жовтої лінії, будівництво на станції «Маркеш-де-Помбал» (колишня «Ротунда») пересадочного вузла            | -       |
| 1997 | Дільниця «Колежіу-Мілітар/Луж» — «Понтінья» (2 станції)                                                                      | 1,5 км  |
| 1998 | Дільниця «Рештаурадореш» — «Байша-Шіаду» (1 станція). Видалення дільниці «Рештаурадореш» — «Росіу» і утворення Зеленої лінії | 0,7 км  |
| 2004 | Дільниця «Понтінья» — «Амадора-Еште» (2 станції)                                                                             | 2,0 км  |
| 2007 | Дільниця «Байша-Шіаду» — «Санта-Аполонія» (2 станції)                                                                        | 2,1 км  |

## Перспектива розвитку
В даний час на станції «Сан-Себаштьяу» будується переседочний вузол в рамках з'єднання з Червоною лінією, відкриття якого заплановане у 2009 році.
Планується будівництво станції «Реболейра» на лінії, що продовжить її у напрямку міста Амадори. Це буде третя станція у цьому передмісті Лісабона, завершення якої планується у 2011 році.

## Галерея зображень

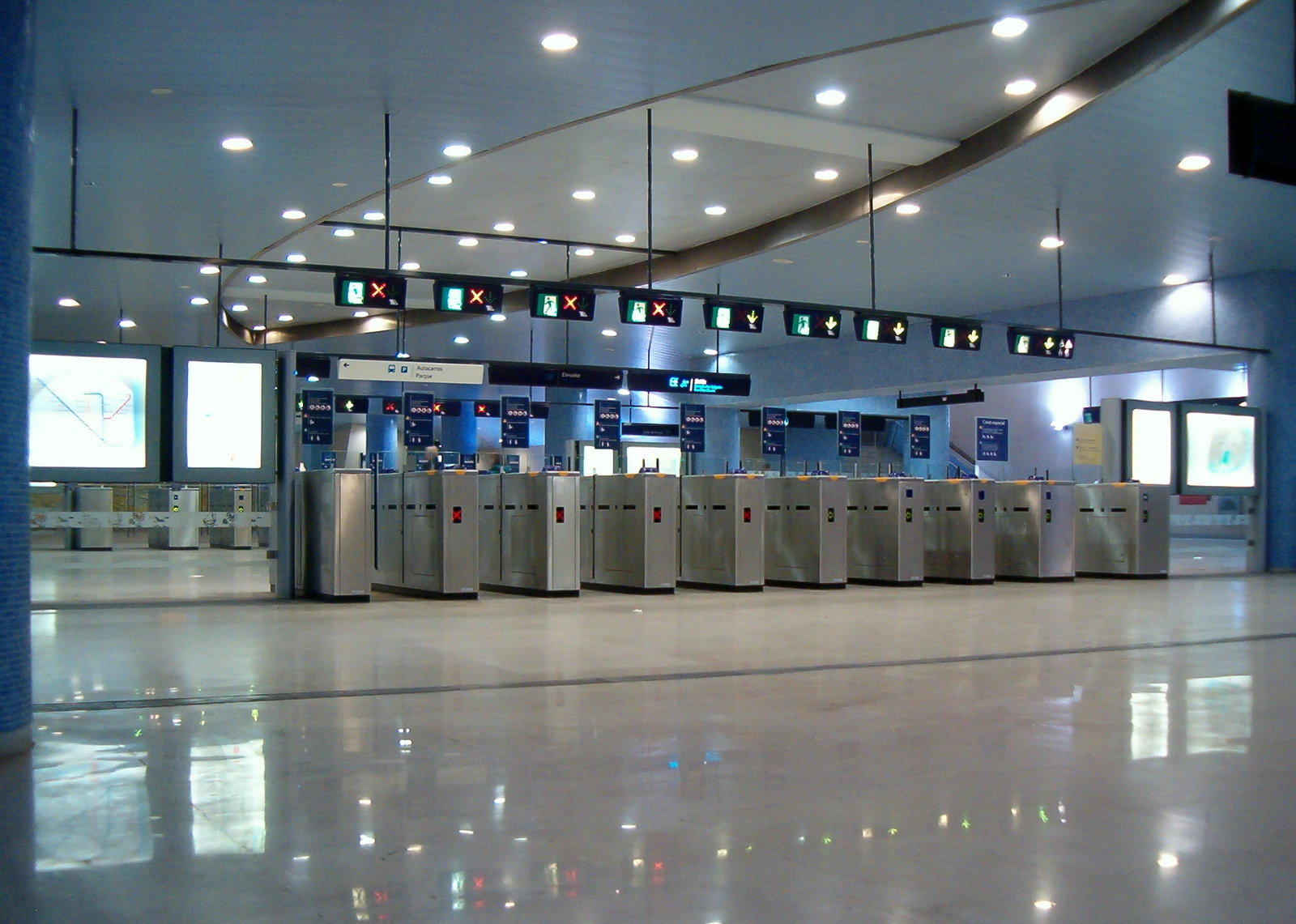
Пропускні турнікети на станції «Амадора-Еште»
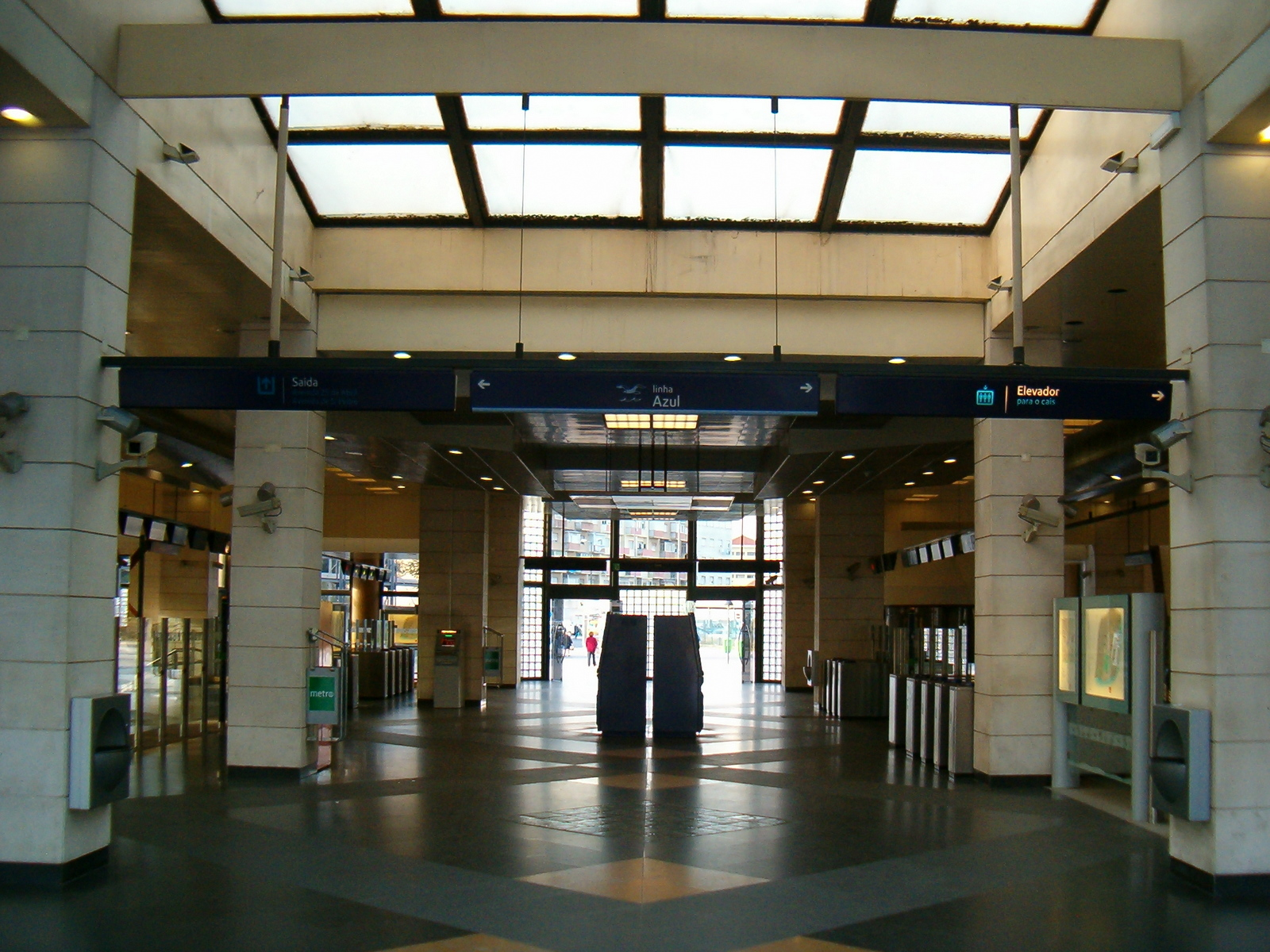
Вестибюль станції «Понтінья»
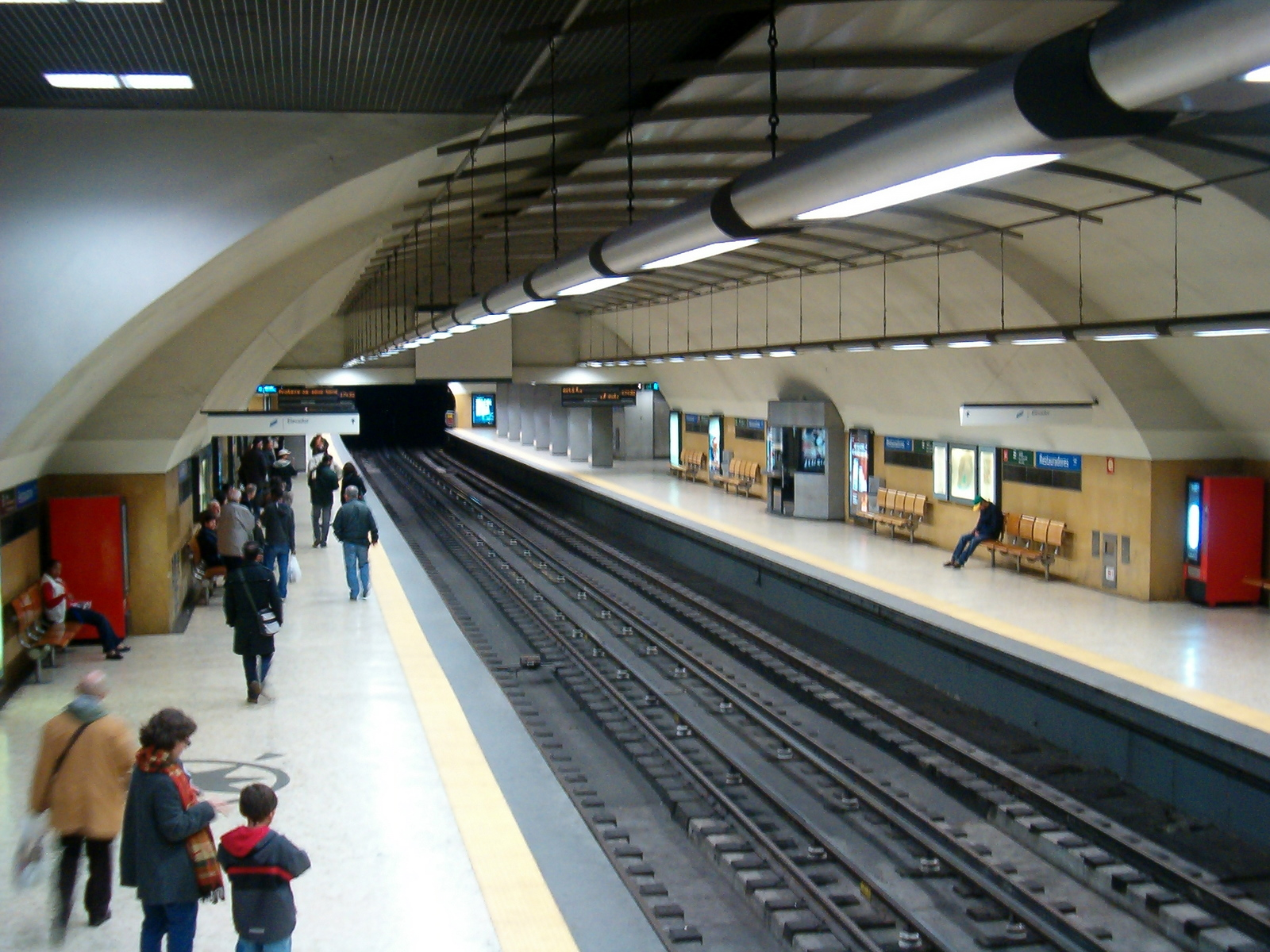
Вигляд головної зали станції «Рештаурадореш»
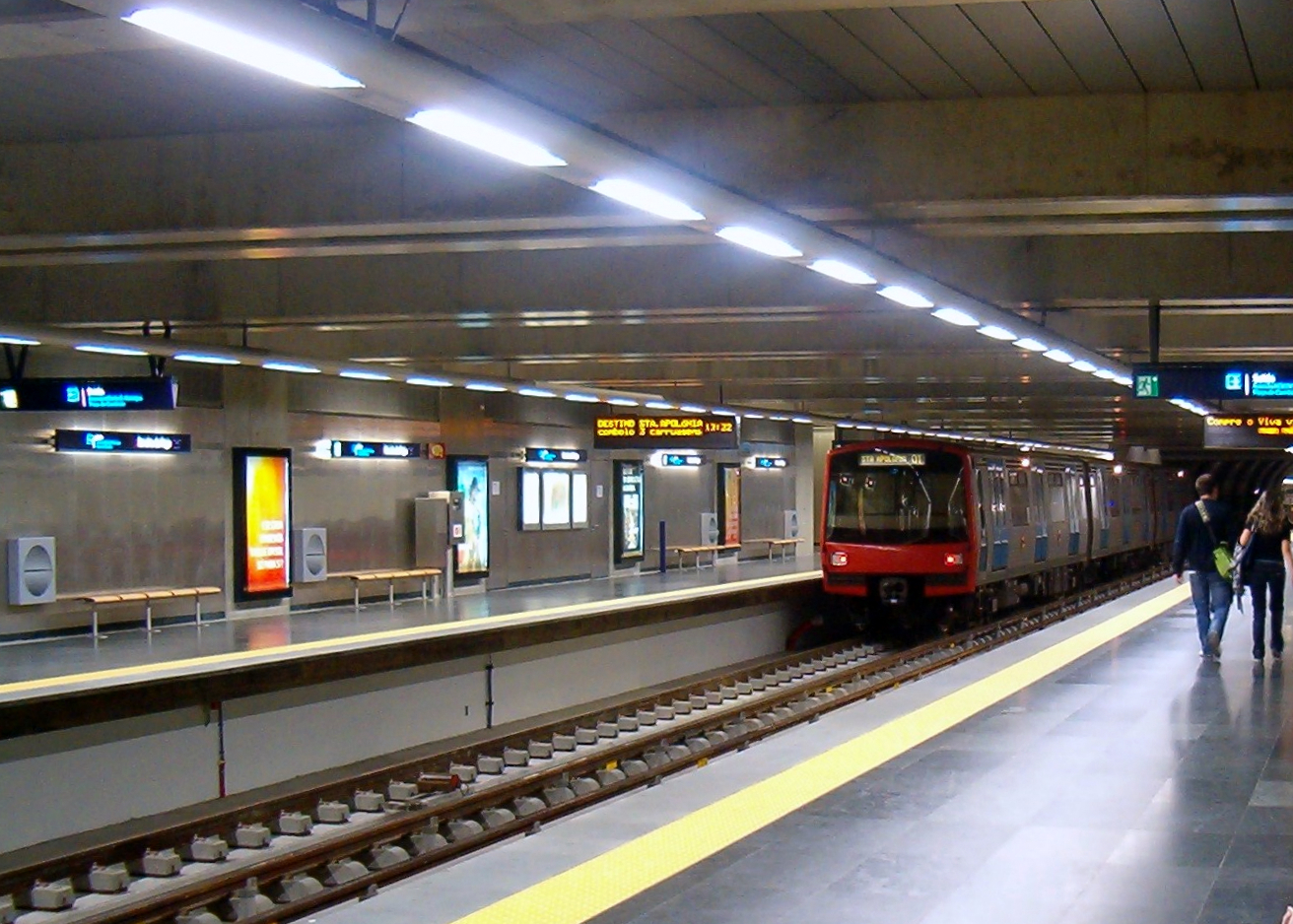
Одна з найсучасніших станцій лінії — «Террейру-ду-Пасу»